# Piculus simplex
El carpinterito alirrufo (Piculus simplex) es una especie de ave de la familia Picidae, que se encuentra en Costa Rica, Honduras, Nicaragua y Panamá.

## Hábitat
Vive en el dosel y el brde del bosque húmedo y las áreas arboladas adyacentes, por debajo de los 900 m de altitud.

## Descripción
En promedio mide 18 cm de longitud y pesa 55 g. La mayoría del plumaje es de color verdoso, con una cresta nucal roja y corta. Tiene un rayado irregular en el abdomen y una mancha rufa grande en el ala. El macho presenta frente, coronilla, parte posterior del cuello y lista malar ancha, de color rojo, y las mejillas, la garganta, el pecho y la región superior verde oliva, más brillante en la espalda. Las remeras son en gran parte rufo acanelado, con un barreteado oliva y con la punta negra opaca. La cola es negra opaca. El pecho tiene manchas amarillas anteadas y el abdomen es ante amarillento, con un barreteado fusco. El iris es entre gris azulado claro y amarillento. El pico es negro con la base gris clara y las alas son oliva. La hembra presenta rojo solo en la parte posterior del cuello, hasta la cresta.

## Alimentación
Se alimentan de hormigas, abejones y larvas.

## Reproducción
Construyen su nido en un hueco excavado en un árbol recientemente muerto o en un tronco podrido, a una altura de 2.5 a 5 m. Ponen de 2 a 4 huevos. Se reproducen de febrero a mayo.